# リリー・グラッドストーン
リリー・グラッドストーン（Lily Gladstone, 1986年8月2日 - ）は、アメリカ合衆国の女優。彼女は『ジミーとジョルジュ 心の欠片を探して』（2012年）で映画デビューした後、インディペンデント映画の『ライフ・ゴーズ・オン 彼女たちの選択』（2016年）と『ファースト・カウ』（2019年）でケリー・ライカートとコラボレーションした。前者では牧場主を演じ、第32回インディペンデント・スピリット賞助演女優賞にノミネートされた。
グラッドストーンはテレビではHBOの『Room 104』（2017年 - 2020年）、Showtimeの『ビリオンズ』（2019年 - 2020年）、FXの『Reservation Dogs』（2022年）に出演した。2023年に彼女はマーティン・スコセッシ監督のドラマ映画『キラーズ・オブ・ザ・フラワームーン』で主要な役柄を務めた。

## 生い立ちと教育
モンタナ州ブラウニング出身のグラッドストーンはブラックフィートとニミプーの血を引いており、ブラックフィート・ネイションの居留地で育った。彼女はイギリスの首相のウィリアム・グラッドストンの遠い親戚でもある。
シアトル郊外のマウントレイク・テラス高校を卒業した彼女はモンタナ大学に進学し、2008年に演技・演出のBFAとネイティブアメリカン学のマイナーを得て卒業した。

## キャリア
グラッドストーンは『ジミーとジョルジュ 心の欠片を探して』（2012年）で映画デビューした。その後彼女は『Winter in the Blood』（2012年）、『バスターの壊れた心』（2016年）に出演し、さらにケリー・ライカートの映画『ライフ・ゴーズ・オン 彼女たちの選択』の牧場主役でブレイクする。この役でグラッドストーンはロサンゼルス映画批評家協会賞助演女優賞とボストン映画批評家協会賞助演女優賞を受賞した。彼女はまたインディペンデント・スピリット賞助演女優賞とゴッサム・インディペンデント映画賞ブレイクスルー俳優賞にノミネートされた。
グラッドストーンは2017年にオレゴン・シェイクスピア・フェスティバルの劇団に所属し、2020年にはイェール・レパートリー・シアターのメアリー・キャスリン・ネイゲル作品『Manahatta』に主演した。
彼女はライカートの2019年の映画『ファースト・カウ』に端役で出演した。2023年、マーティン・スコセッシ監督、レオナルド・ディカプリオ、ロバート・デ・ニーロら出演の長編映画『キラーズ・オブ・ザ・フラワームーン』の主演としてキャスティングされた。本作でのグラッドストーンの演技は高く評価され、ゴールデン・グローブ賞主演女優賞（ドラマ部門）や全米映画俳優組合賞主演女優賞を受賞。どちらもネイティブ・アメリカンの俳優として史上初の受賞であった。また、第96回アカデミー賞では主演女優賞にノミネートされ、こちらもネイティブ・アメリカンとして史上初の快挙であった。

## 人物
ジェンダー代名詞はsheとtheyの両方を通称する。2023年には「ほとんどの先住民の言語、ブラックフットを含むほとんどの先住民の言語には、固有の性別の代名詞が無い。heもsheも無く、theyだけ…私の代名詞の使用は、自分自身のためにいくらかジェンダーを脱植民地化する手段です。」と説明している。グラッドストーンは自身を中性（"middle-gendered"）およびLGBTQコミュニティの一員として認識している。

## フィルモグラフィ

### 映画
| 年   | 日本語題 原題                                                                 | 役名                    | 備考       |
| ---- | ----------------------------------------------------------------------------- | ----------------------- | ---------- |
| 2012 | ジミーとジョルジュ 心の欠片を探して Jimmy P: Psychotherapy of a Plains Indian | Sunshine First Raise    |            |
| 2013 | Winter in the Blood                                                           | Marlene                 |            |
| 2016 | ライフ・ゴーズ・オン 彼女たちの選択 Certain Women                             | 牧場主                  |            |
| 2016 | バスターの壊れた心 Buster's Mal Heart                                         | Morning Shift Concierge |            |
| 2017 | Walking Out                                                                   | Lila                    |            |
| 2019 | First Cow                                                                     | Chief Factor's Wife     |            |
| 2022 | The Unknown Country                                                           | Tana                    | 兼共同脚本 |
| 2022 | The Last Manhunt                                                              | Maria                   |            |
| 2023 | Fancy Dance                                                                   | Jax                     |            |
| 2023 | キラーズ・オブ・ザ・フラワームーン Killers of the Flower Moon                 | モリー・バークハート    |            |

### テレビ
| 年        | 日本語題 原題                   | 役名                | 備考                               |
| --------- | ------------------------------- | ------------------- | ---------------------------------- |
| 2017      | Scalped                         | Carol Red Crow      | パイロット版                       |
| 2017      | Crash Course                    | Host                | 計15話出演                         |
| 2017-2020 | Room 104                        | 911 Operator / Abby | 計2話出演                          |
| 2019-2023 | ビリオンズ Billions             | ロクサーヌ          | 計6話出演                          |
| 2021      | トゥカ&バーティー Tuca & Bertie | Hawk Mechanic (声)  | 第2シーズン第1話「Bird Mechanics」 |
| 2022-2023 | Reservation Dogs                | Hokti               | 計2話出演                          |
| TBA       | Under the Bridge                | Cam Bentland        | 製作中                             |

## 受賞とノミネート
| 年   | 賞                                           | 部門                           | 候補作品                                                         | 結果       | 参照   |
| ---- | -------------------------------------------- | ------------------------------ | ---------------------------------------------------------------- | ---------- | ------ |
| 2016 | ボストン映画批評家協会賞                     | 助演女優賞                     | 『ライフ・ゴーズ・オン 彼女たちの選択』                          | 受賞       | [ 6 ]  |
| 2016 | ボストン映画批評家協会賞                     | アンサンブル・キャスト賞       | 『ライフ・ゴーズ・オン 彼女たちの選択』                          | ノミネート | [ 6 ]  |
| 2016 | シカゴ映画批評家協会賞                       | 助演女優賞                     | 『ライフ・ゴーズ・オン 彼女たちの選択』                          | ノミネート | [ 21 ] |
| 2016 | シカゴ映画批評家協会賞                       | 有望俳優賞                     | 『ライフ・ゴーズ・オン 彼女たちの選択』                          | ノミネート | [ 21 ] |
| 2016 | フロリダ映画批評家協会賞                     | 助演女優賞                     | 『ライフ・ゴーズ・オン 彼女たちの選択』                          | ノミネート |        |
| 2016 | ジョージア映画批評家協会賞                   | ブレイクスルー賞               | 『ライフ・ゴーズ・オン 彼女たちの選択』 / 『バスターの壊れた心』 | ノミネート |        |
| 2016 | ゴッサム・インディペンデント賞               | ブレイクスルー俳優賞           | 『ライフ・ゴーズ・オン 彼女たちの選択』                          | ノミネート | [ 9 ]  |
| 2016 | インディアナ映画ジャーナリスト協会賞         | 助演女優賞                     | 『ライフ・ゴーズ・オン 彼女たちの選択』                          | ノミネート |        |
| 2016 | インディワイア批評家投票                     | 助演女優賞                     | 『ライフ・ゴーズ・オン 彼女たちの選択』                          | 受賞       |        |
| 2016 | ロンドン映画批評家協会賞                     | 助演女優賞                     | 『ライフ・ゴーズ・オン 彼女たちの選択』                          | ノミネート |        |
| 2016 | ロサンゼルス映画批評家協会賞                 | 助演女優賞                     | 『ライフ・ゴーズ・オン 彼女たちの選択』                          | 受賞       | [ 7 ]  |
| 2016 | オンライン映画批評家協会賞                   | 助演女優賞                     | 『ライフ・ゴーズ・オン 彼女たちの選択』                          | ノミネート |        |
| 2016 | サンディエゴ映画批評家協会賞                 | 助演女優賞                     | 『ライフ・ゴーズ・オン 彼女たちの選択』                          | ノミネート |        |
| 2016 | サンディエゴ映画批評家協会賞                 | ブレイクスルー・アーティスト賞 | 『ライフ・ゴーズ・オン 彼女たちの選択』                          | 受賞       |        |
| 2016 | サンフランシスコ・ベイエリア映画批評家協会賞 | 助演女優賞                     | 『ライフ・ゴーズ・オン 彼女たちの選択』                          | ノミネート |        |
| 2016 | シアトル映画批評家協会賞                     | 助演女優賞                     | 『ライフ・ゴーズ・オン 彼女たちの選択』                          | 次点       |        |
| 2016 | セントルイス映画批評家協会賞                 | 助演女優賞                     | 『ライフ・ゴーズ・オン 彼女たちの選択』                          | ノミネート |        |
| 2016 | ヴィレッジ・ヴォイス映画投票                 | 助演女優賞                     | 『ライフ・ゴーズ・オン 彼女たちの選択』                          | 受賞       |        |
| 2016 | 女性映画批評家協会賞                         | 見えない女性賞                 | 『ライフ・ゴーズ・オン 彼女たちの選択』                          | ノミネート |        |
| 2016 | 女性映画批評家協会賞                         | 演技の勇気賞                   | 『ライフ・ゴーズ・オン 彼女たちの選択』                          | ノミネート |        |
| 2017 | セントラル・オハイオ映画批評家協会賞         | 助演女優賞                     | 『ライフ・ゴーズ・オン 彼女たちの選択』                          | 受賞       |        |
| 2017 | クロトゥルーディス独立映画協会賞             | 助演女優賞                     | 『ライフ・ゴーズ・オン 彼女たちの選択』                          | 受賞       |        |
| 2017 | インディペンデント・スピリット賞             | 助演女優賞                     | 『ライフ・ゴーズ・オン 彼女たちの選択』                          | ノミネート | [ 8 ]  |
| 2017 | 国際シネフィル協会賞                         | 助演女優賞                     | 『ライフ・ゴーズ・オン 彼女たちの選択』                          | 受賞       |        |
| 2017 | 全米映画批評家協会賞                         | 助演女優賞                     | 『ライフ・ゴーズ・オン 彼女たちの選択』                          | ノミネート |        |
| 2017 | オンライン映画&テレビジョン協会賞            | ブレイクスルー女性演技賞       | 『ライフ・ゴーズ・オン 彼女たちの選択』                          | ノミネート |        |